# Fightstar
Fightstar jest to brytyjski zespół rockowy pochodzący z Londynu.
Grupa powstała w 2003 roku z inicjatywy Alexa Westawaya oraz basisty Dana Haigha. Później dołączyli do nich Omar Abidi oraz Charlie Simpson (styczeń 2005), były wokalista grupy Busted.
Dotychczas zespół wprowadził na rynek muzyczny cztery albumy -Grand Unification, wydany 13 marca 2006 roku, One Day Son This Will All Be Yours wydany 3 września 2007 roku, Alternate Endings wydany 11 sierpnia 2008 roku oraz Be Human wydany 20 kwietnia 2009.
W 2008 roku zespół nagrał cover, zespołu Iron Maiden, 'Fear of the Dark' który znalazł się na płycie 'Maiden Heaven' dedykowanym twórczości Iron Maiden. 
W 2009 roku w BBC Radio1 Live Lounge zespół zaprezentował cover piosenki Battlefield, Jordin Sparks oraz akustyczną wersję singla 'Never Change'.

## Członkowie
- Charlie Simpson – śpiew, gitara, keyboard
- Alex Westaway – śpiew, gitara
- Dan Haigh – gitara basowa
- Omar Abidi – perkusja

## Dyskografia

### Albumy
- Grand Unification" – wydany 13 marca 2006
- One Day Son This Will All Be Yours 3 września 2007
- Alternate Endings 11 sierpnia 2008
- Be Human 20 kwietnia 2009

### Minialbumy
- They Liked You Better When You Were Dead EP – Na rynku od 28 lutego 2007

### Single
| Data | Piosenka                   | W Anglii najwyżej na | Album/EP                           |
| ---- | -------------------------- | -------------------- | ---------------------------------- |
| 2005 | "Paint Your Target"        | 9                    | Grand Unification                  |
| 2005 | "Grand Unification Part 1" | 20                   | Grand Unification                  |
| 2006 | "Waste A Moment"           | 29                   | Grand Unification                  |
| 2006 | "Hazy Eyes"                | 47                   | Grand Unification                  |
| 2007 | "99"                       |                      | One Day Son This Will All Be Yours |
| 2007 | "We Apologise For Nothing" |                      | One Day Son This Will All Be Yours |
| 2007 | "Deathcar"                 |                      | One Day Son This Will All Be Yours |
| 2008 | "I am the message"         |                      | One Day Son This Will All Be Yours |
| 2008 | "The english way"          |                      | Be Human                           |
| 2009 | "Mercury Summer"           |                      | Be Human                           |
| 2009 | "Never Change"             |                      | Be Human                           |
| 2009 | "A City On Fire"           |                      | A City On Fire                     |